# 新潟県道427号五十子平真田線

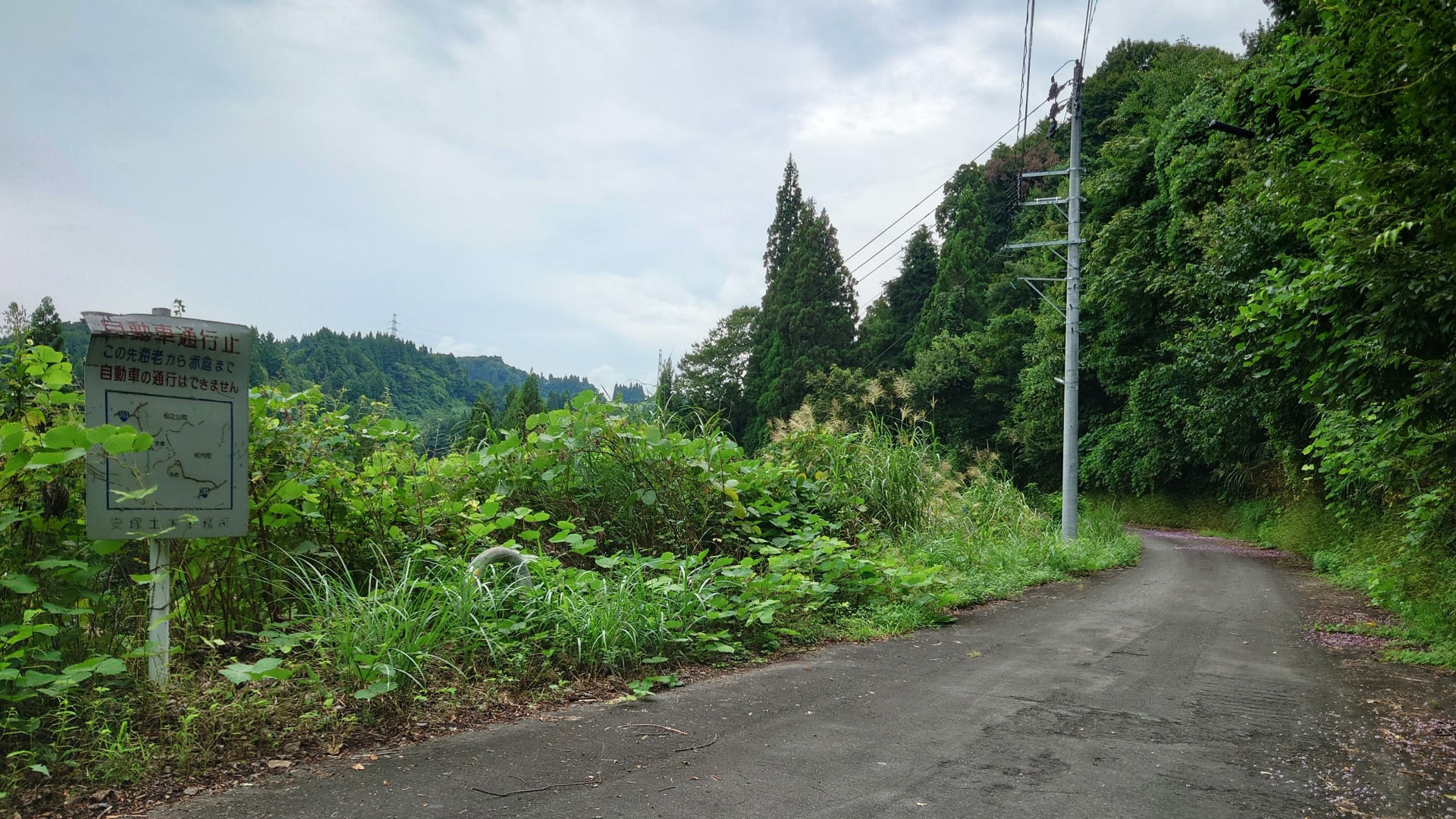
新潟県道427号五十子平真田線を松之山方面に向かって撮影

新潟県道427号五十子平真田線（にいがたけんどう427ごう いがごだいらさなだせん）は、新潟県十日町市内を通る一般県道である。

## 概要
十日町市松之山橋詰を起点とし、東川を坪野橋で渡り海老、名ヶ山の集落を経由し十日町市真田へ至る路線。起点側、終点側ともに国道の旧道区間を持つ。
松之山橋詰より五十子平までの区間は国道353号の旧道であり、五十子平から坪野橋までの区間は里山の中を走る。
坪野橋から海老の間は大ヌケの沢谷を撫でる様な狭隘な区間となり、海老集落を通り暫く走ると標高400 mの海老牛峠を越える。坪野橋から海老牛峠までの区間は自動車通行不能区間の取扱いとなっている。海老牛峠から先は浅河原川の谷に沿う経路を取り国道253号の薬師峠旧道と接続する。坪野橋からここまでの区間は待避所とガードレールがほぼ無い。
薬師峠旧道から真田地内にて新潟県道528号真田高島線と接続し、名ヶ山集落付近にて道幅が拡がり終点の十日町市真田丙にて国道253号及び十日町市道と接続する。ここまでの区間は断続的に自動車通行不能区間、冬季閉鎖区間、異常気象時通行規制区間が連なる。国道353号及び253号の旧道区間を除くと車線幅はほぼ全線で1.0車線程度であり、待避所もガードレールも無い狭隘道路の続く所謂険道である。

### 路線データ
- 起点：新潟県十日町市松之山橋詰字宮下258 番１（国道353号交点）[2]
- 終点：新潟県十日町市真田丙979 番3（国道253号、十日町市道交点）

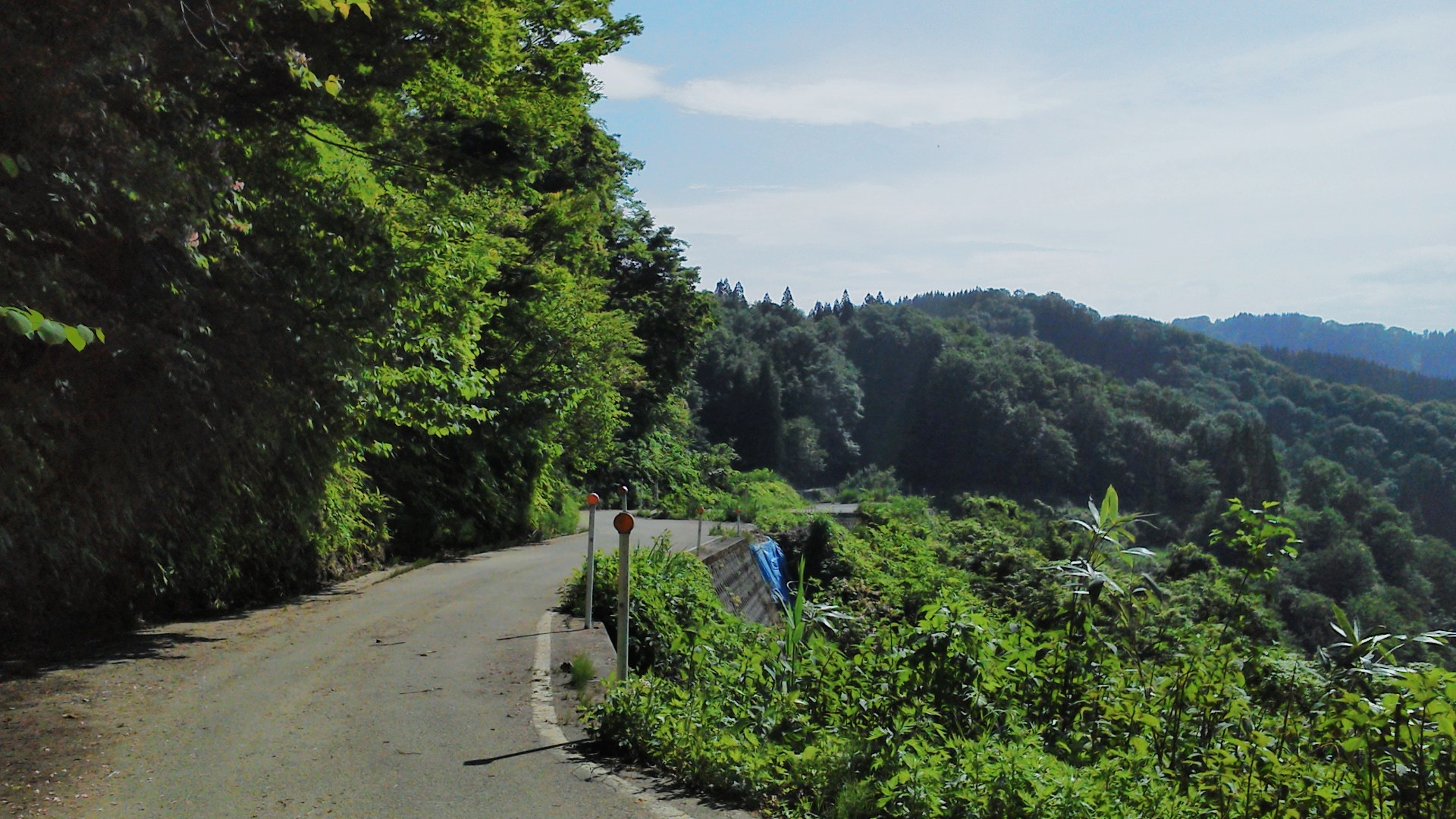
赤倉地内。大ヌケを巻く隘路区間
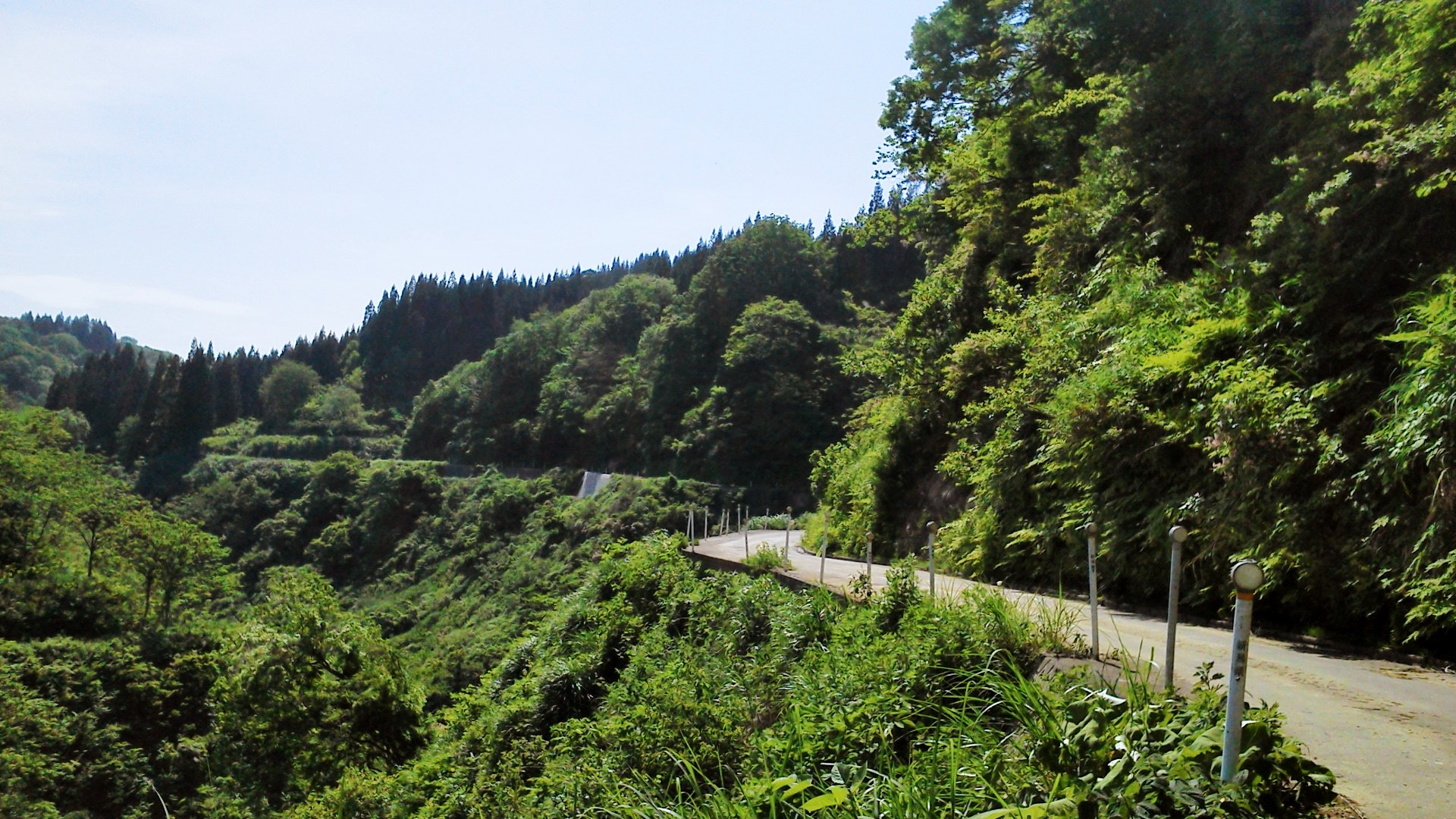
海老牛峠方面を臨む。浅河原川左岸の隘路区間

## 地理

### 通過する自治体
- 新潟県十日町市

### 接続する道路
- 国道353号（起点）
- 坪野橋(橋梁延長25.9 m)
  - この間自動車通行不能区間あり（場所：十日町市赤倉 ～海老、1.0車線道路）
  - この間雨量による異常気象時通行規制区間あり（場所：十日町市赤倉～名ヶ山、距離5.5 km、時間雨量30 mm、連続雨量120 mm）
  - この間冬季閉鎖区間あり（場所：十日町市赤倉 地内、距離：1.0 km、期間：11月下旬～5月上旬）
  - この間冬季閉鎖区間あり（場所：十日町市赤倉 ～海老、距離：1.9 km、期間：11月下旬～5月上旬）
- 海老集落
  - この間冬季閉鎖区間あり（場所：十日町市名ヶ山 地内、距離：1.9 km、期間：11月下旬～5月下旬）
- 新潟県道528号真田高島線（十日町市真田丙）
- 十日町市道（終点）
  - 十日町市道を介して国道253号に接続